# Collin Martin
Pour les articles homonymes, voir Martin.
Collin Martin, né le 9 novembre 1994 à Chevy Chase au Maryland, est un joueur américain de soccer. Il joue au poste de milieu central au Loyal de San Diego en USL Championship. Il devient l'un des rares athlètes américains en activité à assumer ouvertement son homosexualité dans un sport majeur américain.

## Biographie

### Débuts et formation
Collin Martin est né le 9 novembre 1994 à Chevy Chase, au Maryland. Pendant dix-huit mois, il joue à l’académie privée de soccer de Brad Friedel, la Premier Soccer Academy basée à Lorain, dans l'Ohio,. Puis à l'âge de quatorze ans, il rejoint l'académie du D.C. United, qui évolue dans les ligues de la USSDA et intègre les moins de seize ans en 2009. Lors de sa deuxième saison avec les moins de seize ans, il inscrit treize buts. Puis, en 2011, il intègre les moins de dix-huit ans, où il inscrit onze buts et fait quelques apparitions en MLS Reserve League,. Il effectue alors des essais avec plusieurs clubs européens dont Manchester United en 2009 ou encore le TSG Hoffenheim en 2011.
Il obtient son diplôme de secondaire à Bethesda-Chevy Chase High School à Bethesda en 2012. Il joue ensuite au soccer au niveau universitaire à l'Université de Wake Forest, à Winston-Salem, en Caroline du Nord, en 2012. Lors de la saison 2012, il délivre sa première passe décisive en faveur de son coéquipier Luca Gimenez contre les Eagles de Georgia Southern le 18 septembre (victoire 3-1), puis le 25 septembre il inscrit son premier but contre les Mountaineers d'Appalachian State (victoire 4-0). Le 27 octobre, il délivre deux passes décisives à Sean Okoli (en), puis à Michael Gamble contre les Gamecocks de la Caroline du Sud (victoire 3-1). 
Les Demon Deacons participent aux séries éliminatoires du championnat NCAA mais s'inclinent au second tour face aux Chanticleers de Coastal Carolina (défaite 2-1). Il est nommé dans l'équipe-type freshman de l'Atlantic Coast Conference (ACC All-Freshman Team). En vingt rencontres, il inscrit un but et délivre six passes décisives avec les Demon Deacons de Wake Forest,.

### Carrière en club

#### D.C. United
Le 10 juillet 2013 il rejoint D.C. United où il devient le sixième Homegrown Player,. Après un court prêt aux Kickers de Richmond en USL Pro, il fait ses débuts en MLS le 3 août 2013 contre l'Impact de Montréal (victoire 3-1). Il entre à la 76e minute de la rencontre, à la place de Nick DeLeon et délivre sa première passe décisive à la fin du temps réglementaire. Le 10 août, il fête sa première titularisation en MLS face au Union de Philadelphie (défaite 2-0),,. Six semaines après être devenu professionnel, il s’inscrit à deux cours à l’Université George-Washington. Lors de sa première saison, il dispute sept rencontres en MLS. 
La saison suivante, il joue peu mais fait ses débuts en Ligue des champions de la CONCACAF contre le club jamaïcain du Waterhouse FC (victoire 1-0). Lors de la saison 2016, il se blesse au pied en début de saison, ne joue qu'à deux reprises en MLS et peine à s'imposer chez les Black-and-Red. D.C. United l'échange à Minnesota United contre un choix de la SuperDraft 2018 de quatrième tour.

#### Prêt aux Kickers de Richmond
Le 17 juillet 2013, il est prêté aux Kickers de Richmond qui évoluent en USL Pro. Il fait sa seule et unique apparition pour les Kickers le 23 juillet contre la réserve des Whitecaps de Vancouver en tant que titulaire (victoire 2-1). Puis, il réintègre D.C. United jusqu'à la fin de la saison. 
Le 27 mars 2014, il est de nouveau prêté aux Kickers de Richmond,. Le 29 mars, il délivre deux passes décisives en faveur de son coéquipier George Davis IV contre le Battery de Charleston (2-2), puis le 9 mai, il délivre sa troisième passe décisive de la saison en faveur de son coéquipier George Davis IV contre Arizona United (victoire 4-0). En septembre, il est de nouveau prêté pour la rencontre des quarts de finale des séries éliminatoires contre le Battery de Charleston. Le 13 septembre, il inscrit son premier but en professionnel durant ce match (victoire 2-1) et les Kickers se qualifient pour les demi-finales. Après ce match, il réintègre D.C. United pour la rencontre de la Ligue des champions contre le Tauro FC.
Le 20 mars 2015, il est prêté pour la troisième fois aux Kickers de Richmond. Il se blesse en début de saison en se déchirant des muscles abdominaux et lui est diagnostiqué une mononucléose,. Il ne débute ainsi en USL que le 8 août, lors du match face aux City Islanders de Harrisburg (défaite 3-2). Après ce match, il retrouve D.C. United pour la phase de groupes de la Ligue des champions. Il est retour en fin de saison, où il délivre sa première passe décisive de la saison à George Davis IV contre les City Islanders de Harrisburg le 12 septembre (1-1). Les Kickers sont éliminés au premier tour des séries éliminatoires contre le Battery de Charleston (défaite 2-1).

#### Minnesota United
Il est envoyé à Minnesota United le 3 janvier 2017 dans le cadre d'un échange avec D.C. United. Le 25 mars, il participe à son premier match avec le club basé à Minneapolis-Saint Paul en entrant à la 63e minute à la place de Mohammed Saeid, lors d'une rencontre de Major League Soccer contre le Revolution de la Nouvelle-Angleterre (défaite 5-2). Le 22 juillet, il fête sa première titularisation face aux Red Bulls de New York (défaite 0-3). Lors de sa première saison, il dispute onze rencontres en MLS.
La saison suivante, après six rencontres de championnat sur le banc des remplaçants au cours desquelles il n'entre pas en jeu, il fait sa première apparition contre le Dynamo de Houston le 28 avril 2018 (victoire 2-1). 
Avant la rencontre entre Minnesota United et le FC Dallas dans le cadre du Pride Month, un mois de festivités destinées à donner plus de visibilité aux communautés homosexuelles, il annonce : « Ce soir mon équipe Minnesota United organise une 'Soirée de la fierté'. C'est une soirée importante pour moi. Je vais annoncer que je suis un joueur ouvertement gay en MLS »,. Le joueur remercie ses coéquipiers pour leur soutien dans cette démarche : « Je n'ai reçu que de la gentillesse et de la tolérance au sein de la Major League Soccer et cela a rendu ma décision de faire mon coming out beaucoup plus facile. Alors que nous célébrons la nuit de la fierté, je tiens à remercier mes coéquipiers pour leur soutien inconditionnel pour ce que je suis »,. Il devient ainsi le seul joueur de soccer en MLS ouvertement gay depuis la retraite sportive du milieu défensif du Galaxy de Los Angeles, Robbie Rogers, fin 2017. Au sein des cinq grandes ligues sportives nord-américaines, il est alors le seul sportif en activité à avoir fait son coming out.
Le 4 juillet, lors de la rencontre contre le Toronto FC au TCF Bank Stadium. Il entre à la 79e minute de la rencontre, à la place de Rasmus Schüller. C'est sa première apparition après son coming out, il est accueilli par une ovation debout. Une partie du public dans le stade stade brandit des écharpes aux couleurs de l’arc-en-ciel. En septembre, il se confie sur l'impact de la révélation de son homosexualité sur son parcours professionnel, dans un entretien pour Pioneer Press (en), indiquant qu'il n'a cependant pas de regret. Lors de sa deuxième saison, il dispute douze rencontres en MLS.
N'ayant disputé aucune rencontre au début de la saison 2019, il est prêté à l'Athletic de Hartford qui évolue en USL Championship le 23 avril 2019,. Il fait ses débuts le 27 avril contre le North Carolina FC (défaite 4-1). Le 22 mai, il réintègre Minnesota United pour le match amical contre le Hertha Berlin et s'incline sur le score d'un à zéro,. Le 8 juin, il dispute son premier match en MLS de la saison face aux Rapids du Colorado, remplaçant Osvaldo Alonso (défaite 1-0). Lors de son dernier match avec les Loons, le 10 août il délivre une passe décisive en faveur de son coéquipier Ethan Finlay contre le FC Dallas (défaite 5-3). Après trois saisons avec Minnesota United, il est libéré à la fin de la saison 2019.

#### Loyal de San Diego
Le 5 février 2020, il rejoint le Loyal de San Diego qui évolue en USL Championship. Il fait ses débuts en tant que titulaire et délivre une passe décisive en faveur de son coéquipier Francis Atuahene le 11 mars face au Defiance de Tacoma (victoire 2-1). Le 2 septembre, il inscrit son premier but avec le Loyal face aux Lights de Las Vegas (1-1).
Le 30 septembre lors de la rencontre à domicile face au Rising de Phoenix, il est la cible d'une insulte homophobe proférée par le milieu de terrain de Phoenix Junior Flemmings. Ce dernier l'aurait traité de « Batty boy »,. À la fin de la première mi-temps, il s'adresse au quatrième officiel et affirme qu’une insulte homophobe a été proférée contre lui par l’un des joueurs de Phoenix. Il reçoit un carton rouge car l'arbitre pense alors qu'il l'insulte ; son carton rouge est ensuite annulé après que l'arbitre admet son erreur. 
Le Loyal de San Diego mène 3-1 à la mi-temps. Cependant, après un manque d’action perçu après leur plainte à la mi-temps, lorsque l’arbitre signale le début de la seconde période, le personnel d’entraîneurs et les joueurs de San Diego mettent un genou à terre et quittent le terrain en signe de protestation (défaite par forfait). Junior Flemmings écope finalement d’une suspension de six matchs, accompagnée d’une amende d'un montant non révélé. Lors de sa première saison, Martin dispute quinze rencontres et inscrit un but en USL Championship.

### Carrière internationale
Collin Martin est souvent appelé au sein des équipes de jeunes de la sélection américaine,. Du 15 au 22 décembre 2012, il fait un passage au camp d'entraînement à Sunrise, où il est appelé avec la sélection des moins de 20 ans afin de préparer le championnat de la CONCACAF des moins de 20 ans 2013. Puis il participe avec les moins de 20 ans au Tournoi de Toulon en 2013. Lors de ce tournoi, il dispute deux rencontres contre la France et la Colombie.

## Statistiques détaillées

### Statistiques en club
| Saison                | Club                        | Championnat           | Championnat | Championnat | Championnat | Coupe(s) nationale(s) | Coupe(s) nationale(s) | Coupe(s) nationale(s) | Compétition(s) continentale(s) | Compétition(s) continentale(s) | Compétition(s) continentale(s) | Compétition(s) continentale(s) | Séries | Séries | Séries | Total | Total | Total |
| Saison                | Club                        | Division              | M.          | B.          | P.d.        | M.                    | B.                    | P.d.                  | Comp.                          | M.                             | B.                             | P.d.                           | M.     | B.     | P.d.   | M.    | B.    | P.d.  |
| 2013                  | D.C. United                 | MLS                   | 7           | 0           | 1           | 0                     | 0                     | 0                     | -                              | -                              | -                              | -                              | -      | -      | -      | 7     | 0     | 1     |
| 2014                  | D.C. United                 | MLS                   | 6           | 0           | 0           | 1                     | 0                     | 0                     | LCC                            | 3                              | 0                              | 0                              | 0      | 0      | 0      | 10    | 0     | 0     |
| 2015                  | D.C. United                 | MLS                   | 0           | 0           | 0           | 0                     | 0                     | 0                     | LCC                            | 4                              | 0                              | 0                              | 0      | 0      | 0      | 4     | 0     | 0     |
| 2016                  | D.C. United                 | MLS                   | 2           | 0           | 0           | 0                     | 0                     | 0                     | -                              | -                              | -                              | -                              | 0      | 0      | 0      | 2     | 0     | 0     |
| Sous-total            | Sous-total                  | Sous-total            | 15          | 0           | 1           | 1                     | 0                     | 0                     | -                              | 7                              | 0                              | 0                              | 0      | 0      | 0      | 23    | 0     | 1     |
| 2013                  | Kickers de Richmond (prêt)  | USL Pro               | 1           | 0           | 0           | 0                     | 0                     | 0                     | -                              | -                              | -                              | -                              | -      | -      | -      | 1     | 0     | 0     |
| 2014                  | Kickers de Richmond (prêt)  | USL Pro               | 5           | 0           | 3           | 0                     | 0                     | 0                     | -                              | -                              | -                              | -                              | 1      | 1      | 0      | 6     | 1     | 3     |
| 2015                  | Kickers de Richmond (prêt)  | USL                   | 6           | 0           | 1           | 0                     | 0                     | 0                     | -                              | -                              | -                              | -                              | 1      | 0      | 0      | 7     | 0     | 1     |
| Sous-total            | Sous-total                  | Sous-total            | 12          | 0           | 4           | 0                     | 0                     | 0                     | -                              | 0                              | 0                              | 0                              | 2      | 1      | 0      | 14    | 1     | 4     |
| 2017                  | Minnesota United            | MLS                   | 11          | 0           | 1           | 1                     | 0                     | 0                     | -                              | -                              | -                              | -                              | -      | -      | -      | 12    | 0     | 1     |
| 2018                  | Minnesota United            | MLS                   | 12          | 0           | 1           | 2                     | 0                     | 0                     | -                              | -                              | -                              | -                              | -      | -      | -      | 14    | 0     | 1     |
| 2019                  | Minnesota United            | MLS                   | 3           | 0           | 1           | 1                     | 0                     | 0                     | -                              | -                              | -                              | -                              | 0      | 0      | 0      | 4     | 0     | 1     |
| Sous-total            | Sous-total                  | Sous-total            | 26          | 0           | 3           | 4                     | 0                     | 0                     | -                              | 0                              | 0                              | 0                              | 0      | 0      | 0      | 30    | 0     | 3     |
| 2019                  | Athletic de Hartford (prêt) | USL Championship      | 7           | 0           | 0           | 0                     | 0                     | 0                     | -                              | -                              | -                              | -                              | -      | -      | -      | 7     | 0     | 0     |
| 2020                  | Loyal de San Diego          | USL Championship      | 15          | 1           | 1           | -                     | -                     | -                     | -                              | -                              | -                              | -                              | -      | -      | -      | 15    | 1     | 1     |
| 2021                  | Loyal de San Diego          | USL Championship      | 24          | 1           | 2           | -                     | -                     | -                     | -                              | -                              | -                              | -                              | 1      | 0      | 0      | 25    | 1     | 2     |
| 2022                  | Loyal de San Diego          | USL Championship      | 27          | 1           | 1           | 1                     | 0                     | 0                     | -                              | -                              | -                              | -                              | -      | -      | -      | 28    | 1     | 1     |
| Sous-total            | Sous-total                  | Sous-total            | 66          | 3           | 4           | 1                     | 0                     | 0                     | -                              | 0                              | 0                              | 0                              | 1      | 0      | 0      | 68    | 3     | 4     |
| Total sur la carrière | Total sur la carrière       | Total sur la carrière | 126         | 3           | 12          | 6                     | 0                     | 0                     | -                              | 7                              | 0                              | 0                              | 3      | 1      | 0      | 142   | 4     | 12    |

## Distinctions personnelles
- Membre de l'équipe-type freshman de l'Atlantic Coast Conference (ACC All-Freshman Team) en 2012[76]
- Héros masculin de l’année d'Outsports (en) en 2018[77]
- Récompensé par l'Action Award, lors de la 6e cérémonie des Athlete Ally Action Awards (en)[78],[79]

## Vie privée
Il est élevé dans une famille épiscopalienne pratiquante. Son père, Gerard Martin, est un cardiologue pédiatrique et sa mère, Roberta, est une conseillère pastorale. Il révèle son homosexualité à ses parents au printemps 2016 et trouve leur soutien,. Le 29 juin 2018, il se présente publiquement comme gay, étant à l'époque le seul joueur de soccer professionnel masculin actif à être ouvertement gay en Amérique du Nord. Il bénéficie du soutien de plusieurs personnalités américaines, comme James Corden, Jesse Tyler Ferguson, Jozy Altidore, Sacha Kljestan, Dax McCarty et Landon Donovan.
Le 1er août 2018, il organise une collecte de fonds sous le nom de LGBTQ and Allies for Walz pour le candidat au poste de gouverneur du Minnesota, Tim Walz,. Il travaille en tant qu’ambassadeur pro avec Athlete Ally (en), un organisme à but non lucratif engagé dans la lutte contre l’homophobie et la transphobie dans le sport. Il utilise la plateforme pour parler aux étudiants-athlètes, aux autres joueurs et aux médias de la nécessité d’éradiquer l’homophobie et la transphobie dans le sport et dans la société. Il s'entretient avec des étudiants-athlètes de la USC et de la UCLA, organisé par ESPN. Il défend des initiatives pour lutter contre le sentiment anti-LGBTQ dans le sport avant qu'il n'apparaisse sur le terrain, pendant les entraînements ou dans les vestiaires. Il travaille également avec Ross Initiative in Sports for Equality (RISE), un organisme à but non-lucratif engagé dans la lutte contre la discrimination raciale, à défendre la justice sociale et à améliorer les relations raciales dans le sport.
Il obtient en 2019 un diplôme en histoire. Sa thèse concerne la guerre civile et le siège de Vicksburg,.